# Ozero Nobisto
Ozero Nobisto (ryska: Озеро Нобисто) är en sjö i Belarus. Den ligger i voblasten Vitsebsks voblast, i den norra delen av landet, 190 km norr om huvudstaden Minsk. Ozero Nobisto ligger 136 meter över havet. Arean är 3,4 kvadratkilometer. Den sträcker sig 3,5 kilometer i nord-sydlig riktning, och 3,7 kilometer i öst-västlig riktning.
I omgivningarna runt Ozero Nobisto växer i huvudsak blandskog. Runt Ozero Nobisto är det glesbefolkat, med 17 invånare per kvadratkilometer.